# James Boasberg

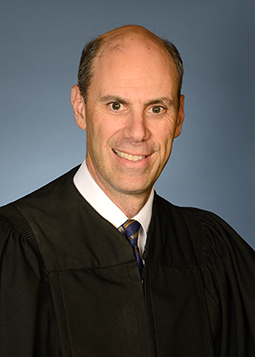
James Boasberg (2016)

James Emanuel „Jeb“ Boasberg (* 20. Februar 1963 in San Francisco) ist ein US-amerikanischer Jurist. Er ist seit 2023 oberster Richter am United States District Court for the District of Columbia.

## Leben
James Boasberg, Sohn von Sarah Szold Boasberg und Emanuel Boasberg III, schloss 1981 seine Schulbildung an der St. Albans School in Washington, D.C. mit dem High School Diploma ab. Anschließend studierte er zunächst Geschichtswissenschaft am Yale College (Bachelor of Arts 1985) und Neuere Europäische Geschichte an der University of Oxford (Master of Studies 1986), bevor er sich der Juristerei zuwandte. Nach dem Erwerb des Juris Doctor an der Yale Law School 1990 betätigte er sich bis 1996 als Rechtsanwalt. Daraufhin war er Assistant District Attorney im District of Columbia, wo er sich auf die Verfolgung von Tötungsdelikten spezialisierte, bis er im September 2002 zum Richter am Superior Court of the District of Columbia ernannt wurde, an dem er bis 2011 wirkte. Im Jahr 2003 war Boasberg Gastdozent an der George Washington University Law School. Von Präsident Barack Obama als Bundesrichter nominiert wurde er 2011 an das United States District Court for the District of Columbia berufen; zudem wurde er 2014 von Chief Justice John Roberts zum Richter am United States Foreign Intelligence Surveillance Court ernannt, dem er bis 2021 angehörte und dessen Vorsitzender Richter er von Januar 2020 bis Mai 2021 war. Dieses Amt hatte er ebenfalls von 2020 bis 2025 am United States Alien Terrorist Removal Court inne.

## Urteile und Gerichtsprozesse

### Abschiebeflüge aus den USA
Im März 2025 wurde er weltweit bekannt, als er Abschiebeflüge aus den USA auf Grund des Alien Enemies Act einstweilen untersagte. Er hatte eine Abschiebung mutmaßlicher Mitglieder der transnationalen kriminellen Organisation Tren de Aragua auf Grundlage des im Jahr 1798 verabschiedeten Alien Enemies Act vorläufig untersagt. Präsident Donald Trump nannte ihn daraufhin einen „linksradikalen Irren“. Entgegen der Anordnung des Richters wurden die Personen nach El Salvador ausgeflogen, was als Kern einer möglichen Verfassungskrise gesehen wurde.
Nachdem Trump auf Truth Social ein Amtsenthebungsverfahren gegen den Richter gefordert hatte, brachte noch am selben Tag der Abgeordnete Brandon Gill einen Antrag auf Amtsenthebung im Repräsentantenhaus ein. Elon Musk gab daraufhin am 19. März 2025 zu Brandon Gills Wiederwahlkampfkampagne die Höchsumme an Barwahlkampfspenden ($ 6.600). John Roberts, der Vorsitzender des Supreme Court erklärte:

„For more than two centuries, it has been established that impeachment is not an appropriate response to disagreement concerning a judicial decision, the normal appellate review process exists for that purpose.“

„Seit über zweihundert Jahren steht fest, dass Amtsenthebungsverfahren keine angemessene Antwort auf die Ablehnung einer gerichtlichen Entscheidung ist. Der normale Instanzenweg existiert deshalb.“

Der Vorsitzender des Justizausschusses im Repräsentantenhaus Jim Jordan kündigte am 24. März 2025 Anhörungen zu dem Fall an. Es sei laut Jordan klar, dass Boasberg politisch handle. Auch Chuck Grassley als Vorsitzender des Justizausschuss im Senat werde Anhörungen durchführen. Jordan rief zur Beschleunigung des Gesetzgebungsverfahrens von Darrell Issas No Rogue Rulings Act auf, mit dem einstweilige Anordnungen eingeschränkt werden sollen.

### Signal-Gate-Kontroverse
Am 26. März 2025 wurde bekannt, dass Boasberg einer Klage von American Oversight zur „Signal-Gate“-Kontroverse zugewiesen wurde.
Im Fall der „Signal-Gate“-Kontroverse entschied Boasberg, dass die Chatprotokolle weiterhin erhalten bleiben müssen und bis auf weiteres nicht gelöscht werden dürfen.

## Schriften (Auswahl)
- Chancery as Megalosaurus: Lawyers, Courts, and Society in Bleak House. In: University of Hartford Studies in Literature. Band 21, 1989, S. 38–60.
- Seditious Libel v Incitement to Mutiny: Britain Teaches Hand and Holmes a Lesson. In: Oxford Journal of Legal Studies. Band 10, Nr. 1, 1990, S. 106–121, doi:10.1093/ojls/10.1.106.
- With Malice toward None: A New Look at Defamatory Republication and Neutral Reportage. In: Hastings Communications and Entertainment Law Journal. Band 13, Nr. 3, 1991, S. 455–488 (uclawsf.edu).